# Ivan Marinković
Ivan Marinković – Slavko (Sutivan, 13. prosinca 1905. – Zagreb, 21. travnja 1943.) bio je profesor, sudionik Narodnooslobodilačke borbe i narodni heroj Jugoslavije.

## Životopis
Rođen je 13. prosinca 1905. godine u Sutivanu na otoku Braču. Osnovnu školu završio je u Sutivanu, a Klasičnu gimnaziju u Splitu. Isprva je 1924. godine upisao Medicinski fakultet u Zagrebu, a 1925. prebacio se na Filozofski fakultet, na kojem je diplomirao 1931. godine. Kao profesor radio je u Senju, Požarevcu, Valjevu i Koprivnici.
Bio je uhićen u Koprivnici zbog komunističke djelatnosti, 25. travnja 1935. godine. Okružni sud u Bjelovaru osudio ga je u kolovozu iste godine na sedam mjeseci zatvora. Kasacijski sud u Zagrebu povećao mu je kaznu na tri godine. Kaznu je služio u Lepoglavi, Mariboru i Srijemskoj Mitrovici. Na slobodu je pušten 23. travnja 1938. godine. Nekoliko mjeseci kasnije, sestra Marica zaposlila ga je, kao knjigovođu, u tvornici kože „Podvinec“ u Karlovcu.
Godine 1939., postao je sekretar (tajnik) Okružnog komiteta KPH za Karlovac, Kordun i Banovinu. Najveći broj partijskih organizacija u tim krajevima nastao je zahvaljujući njegovom radu. U prvoj godini Narodnooslobodilačke borbe, kao sekretar Pokrajinskog komiteta KPH, prisustvovao je vojno-partijskim konferencijama, sudjelovao u formiranju organa narodne vlasti, te organizacija SKOJ-a i AFŽ-a.
Još 1940. godine, postao je član Centralnog komiteta KPH, a u travnju 1942. godine i član Politbiroa CK KPH. U svibnju 1942. godine, po zadatku KPH, otišao je u okupirani Zagreb i preuzeo dužnost člana Povjereništva CK KPH za Zagreb i sjevernu Hrvatsku. Radio je na uspostavljanju veza s oslobođenim područjima, na prebacivanju ljudi u partizanske postrojbe i ostalo. U studenom 1942. godine, organizirao je prebacivanje na slobodni teritorij pjesnike Vladimira Nazora i Ivana Gorana Kovačića.
Izdajom provokatora, 19. veljače 1943. godine, uhitila ga je ustaška policija. Bio je podvrgnut mučenju, ali ništa nije odao. Strijeljan je 21. travnja 1943. godine.
Ukazom Predsjedništva Antifašističkog vijeća narodnog oslobođenja Jugoslavije, 26. srpnja 1945. godine, među prvim borcima Narodnooslobodilačke vojske, proglašen je za narodnog heroja.